# Out of the Storm (film 1920)
Out of the Storm è un film muto del 1920 diretto da William Parke. La sceneggiatura di J.E. Nash si basa su Tower of Ivory, romanzo di Gertrude Atherton pubblicato a New York nel 1910.

## Trama

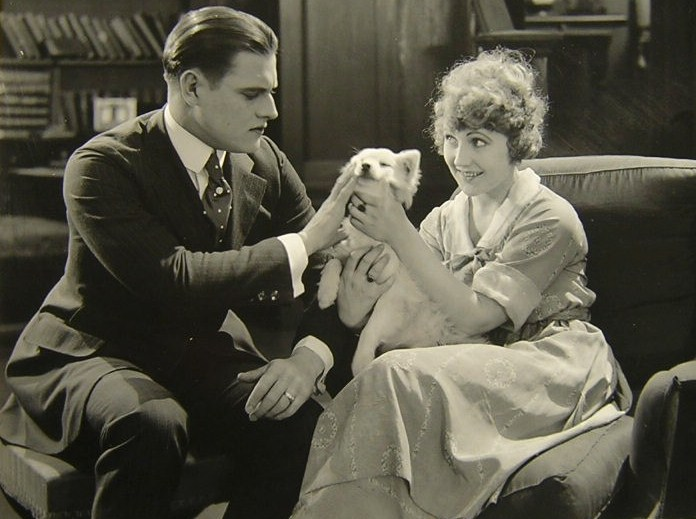
John Bowers e Barbara Castleton

Margaret Hill è una giovane cantante che si esibisce in una bettola malfamata. Dotata di grande talento, viene notata da Al Levering che la porta via da lì e le fa studiare musica pagando di tasca sua. Proprio quando Margaret è pronta a debuttare sul palcoscenico, Levering viene arrestato per appropriazione indebita e condannato a una lunga pena detentiva. Lei, per sdebitarsi con lui, promette di aspettarlo e di sposarlo quando avrà finito di scontare la condanna. Passa qualche tempo. Margaret incontra e si innamora di John Ordham, un giovane aristocratico. Ma i due vengono subito separati dopo un naufragio. La vita, comunque, continua. Margaret è diventata ormai una grande e famosa cantante lirica, John si è fidanzato con Mabel Cutting. Una sera, però, durante uno spettacolo, John riconosce Margaret nella cantante sulla scena. Ancora innamorato di lei, lascia la fidanzata, deciso a sposare il suo amore perduto. Nel frattempo, Levering evade dal carcere, cercando rifugio in casa di Margaret. Lei, per evitare di coinvolgere nello scandalo Ordham, accetta di sposare Levering. Ma l'uomo, ricercato dalla polizia, resterà ucciso in uno scontro a fuoco con gli agenti. Adesso Margaret è libera di tornare da Ordham.

## Produzione
Il film fu prodotto dalla Eminent Authors Pictures Inc. con il titolo di lavorazione Tower of Ivory.

## Distribuzione
Il copyright del film, richiesto da Gertrude Atherton, fu registrato il 30 aprile 1920 con il numero LP15063.

Distribuito dalla Goldwyn Distributing Company, il film uscì nelle sale statunitensi nel giugno 1920. Benché nell'aprile 1920 il titolo Tower of Ivory fosse stato cambiato in Out of the Storm, alcune liste di distribuzione riportano il film ancora con il titolo di lavorazione.
In Danimarca, fu distribuito il 21 marzo 1921 con il titolo En gadens pige.
Non si conoscono copie ancora esistenti della pellicola che viene considerata presumibilmente perduta.